# Мадог ап Лливелин
Мадог ап Лливелин (валл. Madog ap Llywelyn; ум. 1312) — сын Лливелина ап Маредида и таким образом потомок Кинана, сына Оуайна Гвинедского.

## Перед восстанием
Отец Мадога, Лливелин, был правителем Меирионидда, не поддерживал Лливелина Гвинедского. Лливелин жил в изгнании. Там же родился и Мадог. В 1283 году началось восстание Риса Дрислуинского, которое было подавлено в 1291 году. Англичане начали сбор в армию из валлийской молодежи. Заместитель юстициария южного Уэльса Джеффри Клемент стал первой жертвой нового восстания, разразившегося в день сбора новобранцев, отправлявшихся в Гасконь, в Шрусбери 30 сентября 1294 г..

## Восстание
Восстание 1294-95 гг. было гораздо серьёзнее предыдущего, оно охватило почти всю страну − королевские земли на севере и юге, обширные территории Границы, включая Гламорган, Брекон, Дэффрин Клуид. На севере повстанцев возглавил Мадог ап Лливелин, член младшей ветви династии Гвинеда, на юго-востоке − другой принц, Морган ап Маредид, из династии Махен и Кайрлеон. Кинан ап Маредид, и Майлгун ап Рис восстали в Дехайбарте; лидеры, происходившие из древних династий, появились также в Бреконе и Кардиганшире. Цели восставших зависели от места действия. В Гламоргане восстание было направлено против политики графа Глостера, Жильбера, это выступление описано, как «война против Графа». По мнению большинства исследователей, это было типичное антианглийское восстание. Народный гнев нашел выход в убийствах таких английских чиновников, как шериф Англси или заместитель юстициария южного Уэльса, уничтожении записей, в атаках и захватах замков (среди которых Карнарвон, Денби, Ритин, Хаварден, Моралис). Восстание нанесло серьёзный ущерб практически во всех районах Уэльса, о чём свидетельствуют петиции королю. Национальный характер этого восстания подчеркивается тем, что один из руководителей Мадог ап Лливелин принял титул принца Уэльского..
Восстание застало Эдуарда врасплох, но карательная экспедиция не заставила себя долго ждать. Как и в предыдущих кампаниях для приведения Уэльса к покорности были подготовлены три армии. Основными военными базами стали: Честер на севере, Монтгомери в центральном Уэльсе, Брекон и Кармартен на юге. О серьёзности восстания свидетельствует присутствие самого короля, которому пришлось оставить на время руководство военной кампанией во Франции. К концу года численность королевских войск достигла 35000 человек (16000 из них были собраны в Честере), припасы подвозились морем, причём очень быстро. Осажденные замки Крикиет, Харлех, Абериствит были освобождены. Зимняя погода и успешная партизанская тактика валлийцев продержали короля запертым в Конвее с января по март 1295 г. Но с приходом весны, восставшие быстро сдали свои позиции. Граф Херефорд одержал несколько блестящих побед на юго-востоке, Кинан ап Маредид был взят в плен и затем казнен, Майлгун ап Рис был убит; граф Уорик нанес сокрушительное поражение Мадогу ап Лливелину (за голову которого было назначено вознаграждение в 500 марок) при Майс Мойдог 5 марта. В начале апреля король покинул Конвэй, что стало успехом, не меньшим, чем военная победа. В начале июня Эдуард сообщил графу Эдмунду, о том, что восстание в Кардигане, Кармартене, Эзравере, Буелте подавлено, Морган ап Маредид, возглавивший мятежников в Гламоргане, покорился королю, и что он надеется на скорое умиротворение княжества.

## Последствия
События 1294-95 гг. показали, что валлийцы не имели ни сил, ни ресурсов, чтобы поддерживать восстание, а Эдуард I ещё раз продемонстрировал своё военное и политическое искусство, не только подавив серьёзное восстание, но и воспользовавшись им как предлогом для последующего подчинения территорий Границы. Восстание повлекло за собой массу проблем: король вынужден был провести восемь месяцев в Уэльсе в весьма напряженный период своего царствования, стоимость кампании (55000 фунтов) и восстановительных работ привели к финансовому кризису. Почти 200 заложников были взяты с королевских земель на севере и юге и посланы в разные замки в Англии, подобные меры были приняты и лордами Границы; тяжелые штрафы и обязательства были наложены на валлийские общины в качестве страховки от будущих восстаний. В Гламоргане 500 марок было выплачено за восстановление права и обычаев, в Озвестри и Йале лорды использовали восстание как предлог для захвата лесов и пустошей. Практика управления Уэльсом через отсутствующих чиновников была пересмотрена, юстициарием северного Уэльса стал Джон Хаверинг, причём он получил особое указание «заменить короля там» (позже он стал контролировать все королевские земли в регионе). Эдуард решил, что строительство замков в Уэльсе должно быть продолжено. В апреле 1295 г. началось грандиозное по масштабу и темпам строительство замка в Бомарисе, в это же время проводились восстановительные работы в замках, наиболее пострадавших от восстания. Английские лорды в Уэльсе вынуждены были следовать примеру своего короля. Руководители восстания были наказаны не столь сурово, как Рис ап Маредид: Мадог ап Лливелин, после капитуляции в июле был взят в плен и остаток жизни, очевидно, провел в Тауэре, а Морган ап Маредид был прощен королём и затем стал одним из командующих королевскими войсками.
Восстание наложило серьёзный отпечаток на англо-валлийские отношения: в глазах англичан валлийцы были вероломными и недостойными доверия людьми. Согласно ордонансам короля, валлийцы не могли проживать в английских городах северного Уэльса и вести там торговлю.